# Улица Пушкина (Хабаровск)
Улица Пушкина — улица в Хабаровске, проходит через исторический центр города параллельно руслу Амура от улицы Ленина до Амурского бульвара.

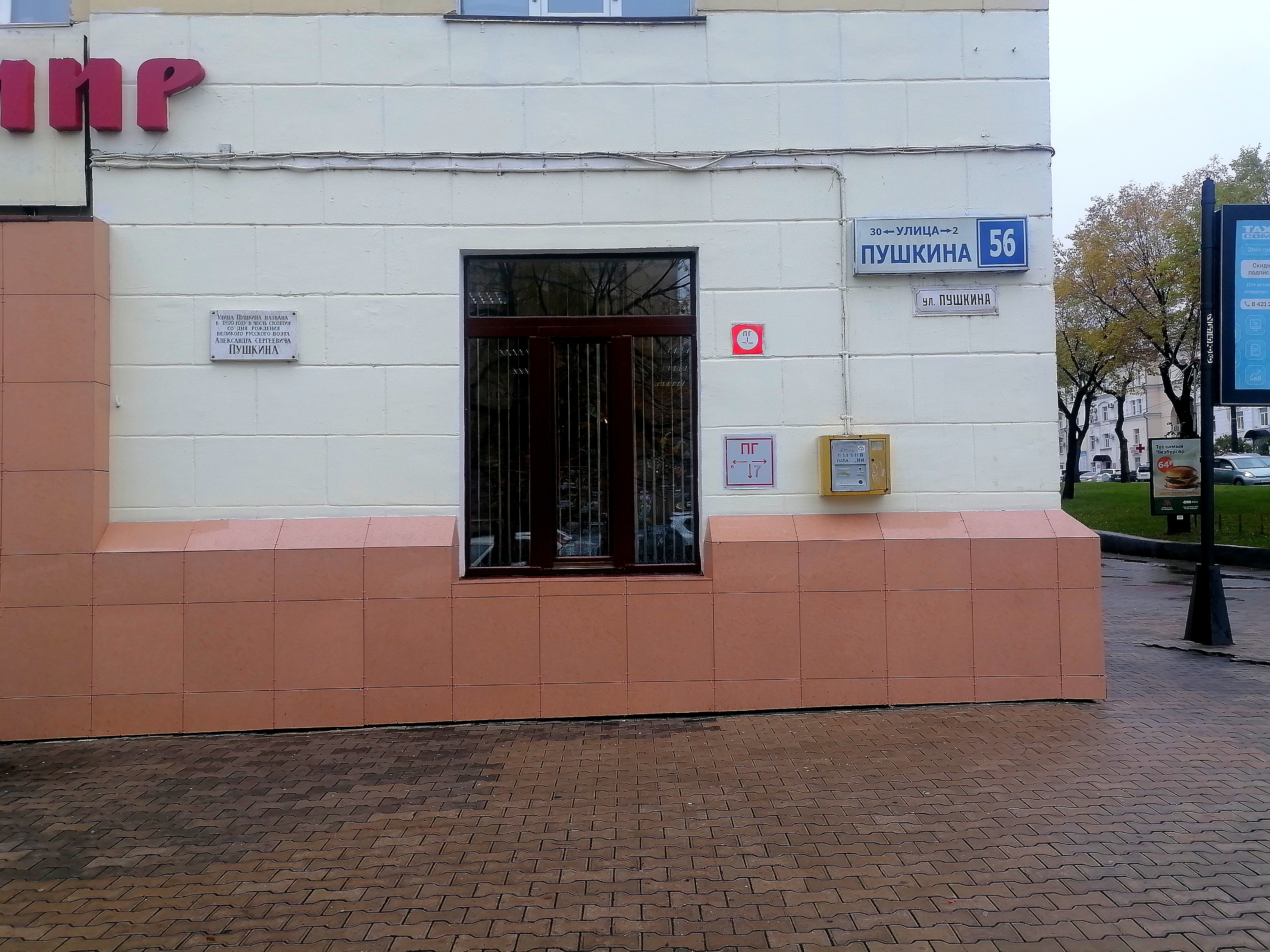

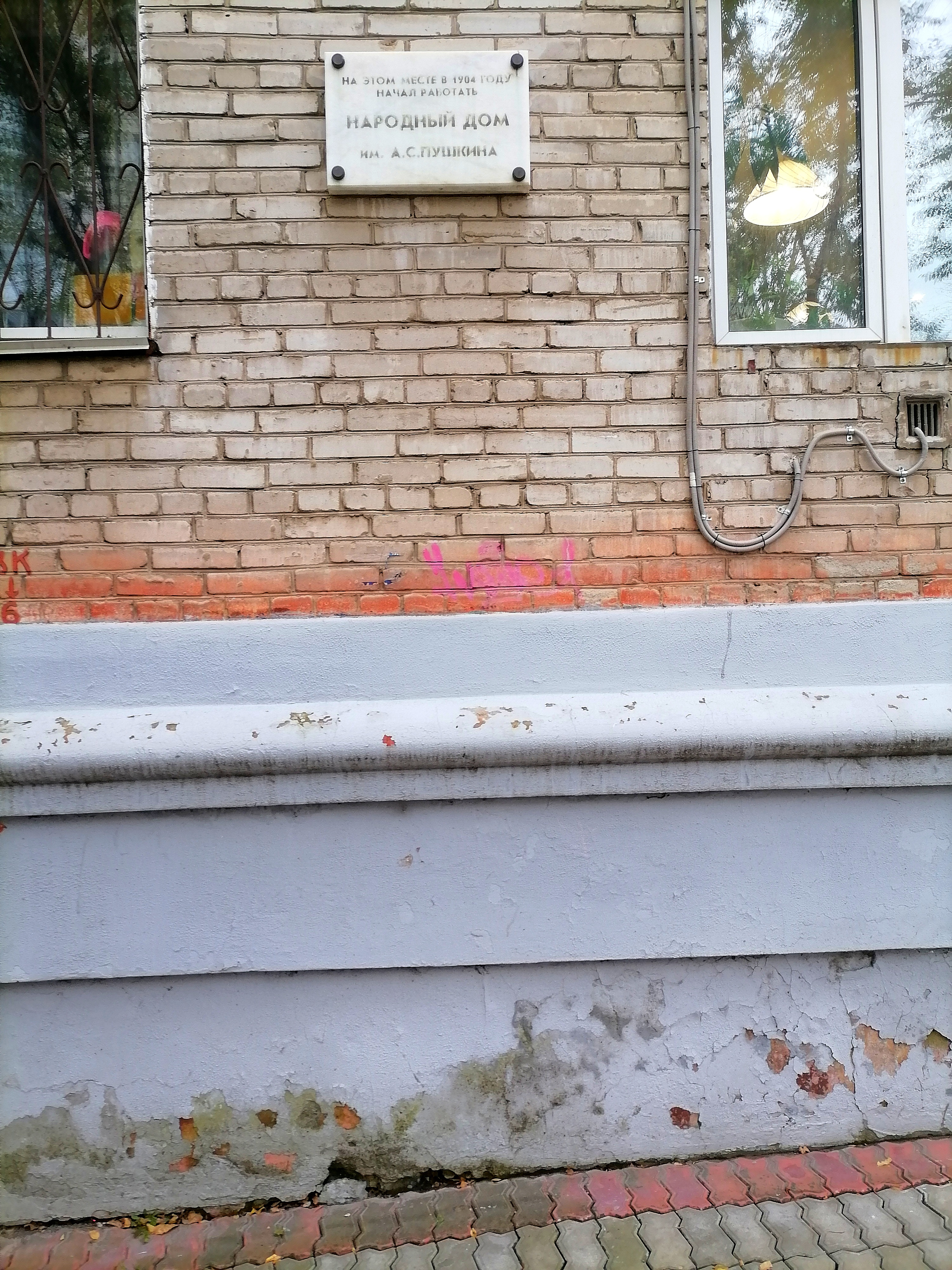
д. 25

## История
Историческое название — Пушкинская, названа в 1899 году в связи со 100-летием со дня рождения великого русского поэта А. С. Пушкина (мемориальная доска на д. 56). В 1904 году на улице начал работать народный дом имени Пушкина (находился на месте современного д. 25, мемориальная доска).
Утром 21 января 2004 года на пересечении улицы с Уссурийским бульваром наёмными убийцами были нанесены смертельные раны хабаровскому предпринимателю Александру Былкову

## Достопримечательности
д. 18 — Дом жилой И. Е. Михайлова
д. 33 — Дом жилой И. А. Гржибовского
д. 38а — Дом доходный В. В. Петренко
д. 39 — Дом жилой В. В. Дмитриева
д. 52 — Гостиница «Центральная»
д. 54 — Училище реальное
д. 62 — Дом жилой Ступиных (Д. П. Ступина)

## Известные жители

Мемориальная доска в Хабаровске

18 октября 2016 году в Хабаровске на д. 37 по улице Карла Маркса (фасад по улице Пушкина у входа в магазин «Книжный мир») установлена мемориальная доска Ю. Шестаковой.
д. 64 — Е. Д. Мамешин (мемориальная доска), А. П. Мильчин (мемориальная доска, автор Эдуард Дмитриевич Маловинский)